# Henri de La Tour d’Auvergne, duc de Bouillon

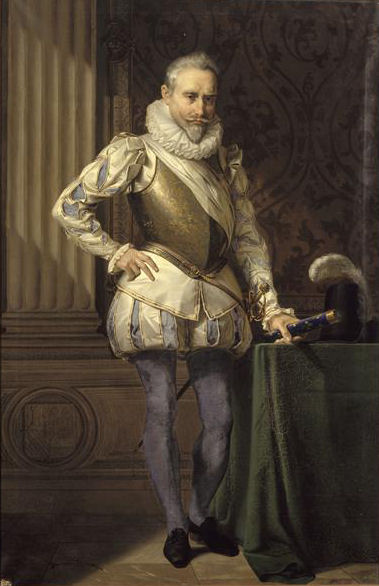
Porträt Henris de La Tour d’Auvergne aus dem 19. Jahrhundert von Merry-Joseph Blondel, nach einem zeitgenössischen Original im Schloss Beauregard

Henri de La Tour d’Auvergne (* 28. September 1555 auf Schloss Joze, Auvergne; † 25. März 1623 im Schloss Sedan) war Herzog von Bouillon und ab dem 9. März 1592 Marschall von Frankreich. Er betätigte sich als Heerführer, Diplomat, Politiker und Führer der französischen Hugenotten. Außerdem war er souveräner Fürst von Sedan und Raucourt, Graf von Montfort und Beaufort, Vicomte de Turenne sowie Baron d’Oliergues. Von 1589 bis 1619 war er Premier Gentilhomme de la Chambre du Roi, d. h. während der gesamten Regierungszeit Heinrichs IV.

## Familie
Henri war der einzige Sohn Francois’ III. de La Tour d’Auvergne, Vicomte de Turenne, Baron de Montgascon (1526–1557), und seiner Frau Éléonore de Montmorency.
In erster Ehe heiratete er im Oktober 1591 Charlotte de La Marck (1574–1594), souveräne Herzogin von Bouillon und Fürstin von Sedan. Sie brachte ihre reichen Besitzungen mit in die Ehe und starb 1594 im Kindbett, nachdem der neugeborene Sohn bereits am Tag seiner Geburt verstorben war.

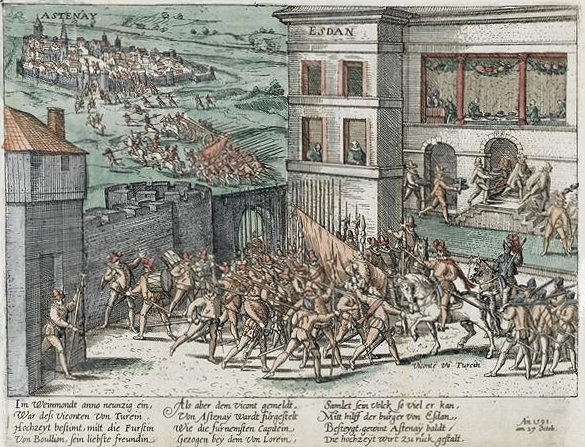
Hochzeit Henris de La Tour d’Auvergne auf einem Stich von Frans Hogenberg, 16. Jh.

Per Vertrag vom 16. April 1595 nahm Henri Elisabeth von Oranien-Nassau, Tochter Wilhelms des Schweigers, zu seiner zweiten Frau. Mit ihr hatte er acht Kinder:
- Louise (* 1596; † 1606)
- Marie (* 1600; † 1665), ⚭ Henri de La Trémoille, duc de Thouars, Fürst von Talmont
- Julienne Catherine (* 1604; † 1637), ⚭ Francois II. de Roye de La Rochefoucauld, Graf von Roucy
- Fréderic-Maurice (* 1605; † 1652), Herzog von Bouillon
- Elisabeth (* 1606; † 1685), ⚭ Guy Aldonce de Durfort, Marquis von Duras und Lorges (1605–1665)
- Henri (* 1611; † 1675), Generalmarschall von Frankreich
- Henriette Catherine († 1677), ⚭  Amaury III. Gouyon, marquis de La Moussaye, comte de Quintin
- Charlotte († 1662)

Bis 1610 kümmerte sich Henri auch um Friedrich von der Pfalz, den Sohn seiner Schwägerin, der Kurfürstin Luise Juliana von Oranien-Nassau.

## Leben
Der Herzog kämpfte mit Heinrich IV. gegen die Katholische Liga, floh aber 1603 nach Genf, als er wegen der Verschwörung des Herzogs von Biron, eines Komplotts gegen den König, verhaftet werden sollte.
1606 versöhnte er sich mit dem König und kehrte an den Hof zurück. Unter der Regentin Maria von Medici wurde er Mitglied des Kronrates, den er wegen eines Streits mit der Königin wieder verließ.
Er nahm an einer Reihe pro-calvinistischer Intrigen teil und zog sich später in sein unabhängiges Herzogtum Bouillon zurück, das er durch die Heirat mit seiner ersten Frau erworben hatte. Er gründete eine Bibliothek und die protestantische Akademie Sedan, ehe er in dieser Stadt am 25. März 1623 starb.
Siehe auch La Tour d’Auvergne